# Chéran
Chéran – rzeka we Francji, przepływająca przez tereny departamentów Sabaudia i Górna Sabaudia, o długości 53,7 km. Stanowi dopływ rzeki Fier.